# اضطراب الشخصية السلبية العدوانية
يتسم اضطراب الشخصية السلبية العدوانية، الذي يُسمى أيضًا اضطراب الشخصية السلبية، بالتسويف والعرقلة الخفية وعدم الكفاءة والعناد. لم يعد هذا المصطلح أو الاسم مُستخدمًا في النسخة الحالية من الدليل التشخيصي والإحصائي للاضطرابات النفسية، ولم يعد واحدًا من اضطرابات الشخصية العشرة المحددة المدرجة في الدليل. يصف الإصدار السابق، المراجعة الرابعة (الدليل التشخيصي الإحصائي الرابع) اضطراب الشخصية السلبية العدوانية باعتباره اضطرابًا مقترحًا يتضمن «نمط شائع من المواقف السلبية والمقاومة المستترة تجاه الأداء المطلوب» في مجموعة متنوعة من الأوضاع.
السلوك السلبي العدواني هو العرض الإجباري لاضطراب الشخصية السلبية العدوانية. يتسم الأفراد المصابون باضطراب الشخصية السلبية العدوانية بالتسويف والعرقلة الخفية وعدم الكفاءة والعناد.

## التشخيص

### الدليل التشخيصي والإحصائي
نُبذ استخدام هذه التسمية بشكل كبير مع نشر الدليل التشخيصي والإحصائي للاضطرابات النفسية (الطبعة الخامسة). إذ سيستخدم الدليل كمكافئ للتسمية التشخيصية «شخصية محددة أخرى واضطراب شخصية غير محددة»، إذ أن الفرد قد يستوفي المعايير التشخيصية العامة لاضطراب الشخصية لكنه لا يفي بالمعايير التشخيصية المعتمدة على الصفات لأي من اضطرابات الشخصية المحددة.
أدرج اضطراب الشخصية السلبية العدوانية في المحور الثاني في الدليل التشخيصي والإحصائي الثالث-آر لكنه نُقل في الدليل التشخيصي والإحصائي الرابع إلى الملحق ب («مجموعات المعايير والمحاور المتاحة لمواصلة الدراسة») بسبب الجدل والحاجة لإجراء لمزيد من الأبحاث حول كيفية تصنيف السلوكيات في الطبعات المستقبلية. وفقًا للدليل التشخيصي الإحصائي الرابع فإن الأشخاص الذين يعانون من اضطراب الشخصية السلبية العدوانية غالبًا ما يكونون «متناقضين بشكل واضح، يتذبذبون بين الفعل ونقيضه وغالبًا ما يتبعون نهجًا متقلبًا يسبب لهم خيبة الأمل ومشاحنات لا نهاية لها مع الآخرين». من سمات هؤلاء الأشخاص «الصراع الشديد بين الاعتماد على الآخرين والرغبة بالاعتداد بالذات، وبالرغم من غرورهم الخارجي فغالبًا ما تكون ثقتهم بأنفسهم مهزوزة للغاية ويتعامل معهم الآخرون بعداء وسلبية». لا يوضع هذا التشخيص بعين الاعتبار في حال ظهر السلوك خلال نوبة اكتئاب عظمى أو في حال أمكن عزوه للاكتئاب الجزئي.